# Acmispon argophyllus
Acmispon argophyllus là một loài thực vật có hoa trong họ Đậu. Loài này được (A. Gray) Brouillet mô tả khoa học đầu tiên năm 2008.